# Notiosorex villai
Notiosorex villai is een zoogdier uit de familie van de spitsmuizen (Soricidae). De wetenschappelijke naam van de soort werd voor het eerst geldig gepubliceerd door Carraway & Timm in 2000.

## Voorkomen
De soort komt voor in Mexico.